# Kerk in Edsberg
De eerste kerk in Edsberg in de Zweedse gemeente Lekeberg in Närke, is waarschijnlijk al aan het einde van de 11e eeuw gebouwd. Een aanwijzing hiervoor is de zuil met ornament van zandsteen in het schip van de kerk. Deze zuil is afkomstig van Riseberga klooster en heeft hier deel uitgemaakt van een kapel die reeds een eeuw eerder dan het klooster gebouwd is. Tegenwoordig bevindt de zuil zich in het Örebro Läns-museum.

## Nauwe banden met Riseberga klooster
Het Riseberga klooster en de parochie Edsberg lijken vanaf het begin nauwe contacten te hebben onderhouden. De pastoor woonde in het klooster en was er biechtvader. Het convent inde de tienden die eigenlijk aan de pastoor ten deel zouden moeten vallen. In ruil hiervoor verzorgde het convent de missen en de zielzorg binnen de kerkgemeenschap.

## Huidige kerk
Het oudste deel van de huidige kerk in Edsberg dateert uit het midden van de 12e eeuw. De zuidelijke ingang met zijn rijk gedecoreerde deur komt uit die tijd. In 1650 is men begonnen met het uitbreiden van de kerk. Aan de zuidzijde is een aanbouw gemaakt met behulp van bouwmateriaal afkomstig van Riseberga klooster, dat in 1546 in vlammen is opgegaan.

## Klokken en inventaris
Een van de klokken in de toren is ook afkomstig uit het klooster in Riseberga. Het mooie altaarstuk is in 1685 door timmerman Markus Hök uit Riseberga gemaakt. De voorstelling toont Jezus in gebed in Getsemane. Aan de rand staan sculpturen van de apostelen. Het altaarstuk is aan het begin van de 19e eeuw in het gemeenschapshuis geplaatst, maar is nu weer terug op zijn oorspronkelijke plaats. Het doopvont uit de middeleeuwen is ook een bezienswaardigheid.
Het altaarkleed is gemaakt van wit linnen, afgezet met kant. Dit kleed is geschonken door de kerkelijke naaivereniging. Op 5 oktober 2008 is het in gebruik genomen.
Edsberg · Hackvad · Hidinge, nieuwe kerk · Hidinge, oude kerk · Knista · Kräcklinge · Kvistbro · Mullhyttan · Tångeråsa
Zweden · Örebro län · Närke · Lekeberg